# Universitat per la Pau
La Universitat per la Pau (UPAU) és una institució acadèmica que depèn de l'ONU. Fou creada el 1980 per l'Assemblea General i té la seu a Ciudad Colón, Costa Rica. Actualment és una institució acadèmica dependent de l'Organització de les Nacions Unides. Fou creada en 1980 per l'Assemblea General de l'ONU i té la seu a Ciudad Colón, Costa Rica. Actualment la UPAU té 124 estudiants de 37 països diferents, cosa que la fa una de les universitats amb més diversitat sobretot si es fa referència al nombre de matrícules. La UPAU és l'únic institut de l'ONU autoritzat per atorgar llicenciatures i doctorats. La llengua d'aprenentatge és l'anglès.

## Història

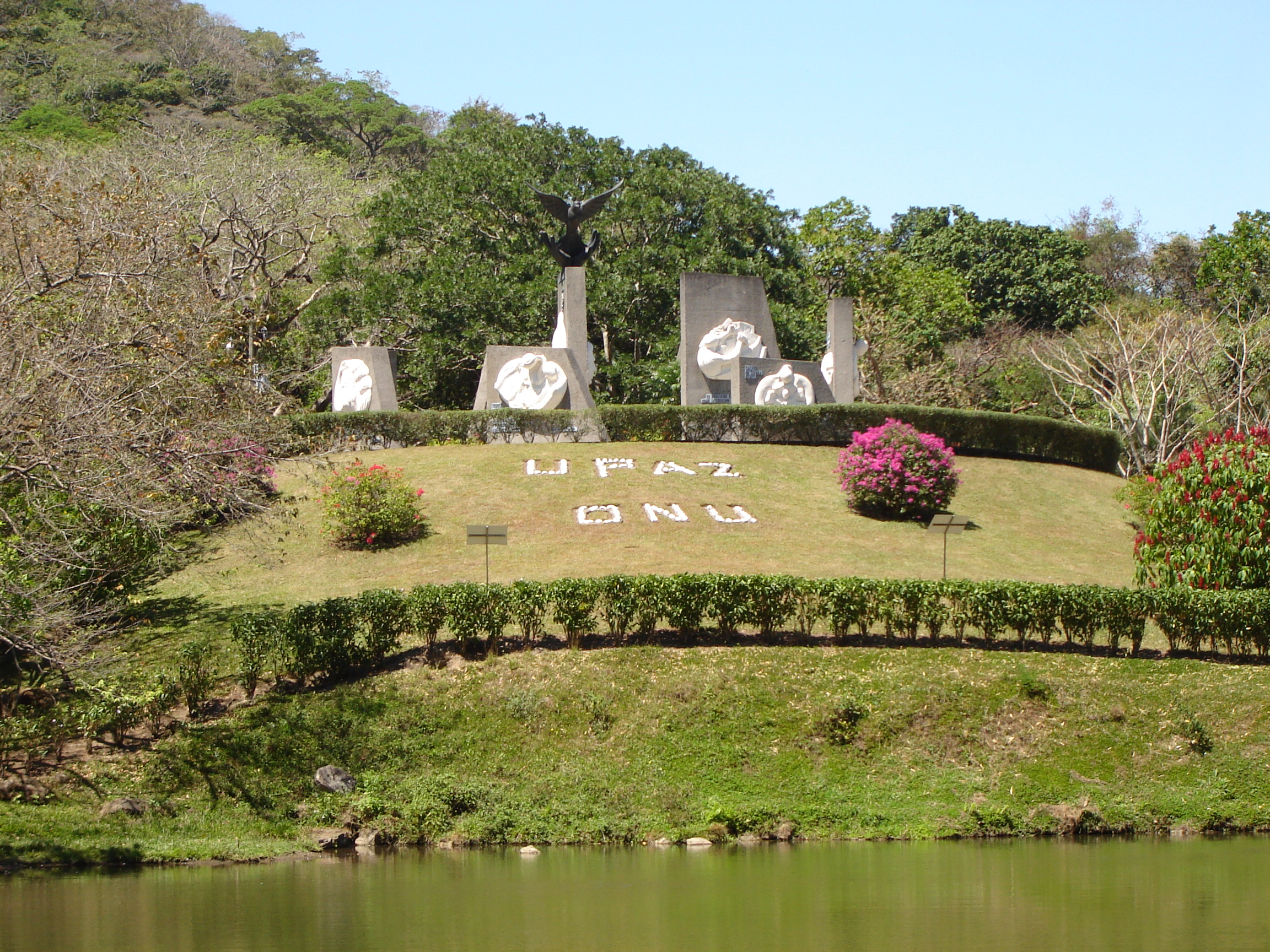
Peace Park

Amb la finalitat d'assegurar la llibertat acadèmica, aquesta universitat fou establerta sota la seva pròpia constitució, aprovada per l'Assemblea General. La UPAU no està subjecta a cap regla de l'ONU, sinó només a la seva constitució i dirigida per la seva pròpia Mesa Directiva Arxivat 2008-06-13 a Wayback Machine. composta per experts en temes de pau i seguretat. Això ha permès a la universitat una ràpida evolució i s'ha enfocat en un programa acadèmic multicultural i multidisciplinari dedicat a la resolució de conflictes. El Secretari General de l'ONU Ban Ki-Moon és el president honorari de la universitat.
La missió de la UPAU s'ha d'entendre en el context de la pau mundial i dels objectius de seguretat proposats per l'ONU. De gran importància són els temes d'educació i investigació en tots els aspectes amb la finalitat de construir una base de pau i progrés i de reduir l'odi i els prejudicis en els quals se sustenten la violència, els conflictes i el terrorisme. La constitució de la UPAU fa una crida a "contribuir a la tasca universal d'educar per a la pau a través de l'ensenyament, la investigació, l'entrenament de postgrau i la difusió del coneixement, fonamental per al desenvolupament íntegre de les persones i la societat a través de l'estudi interdisciplinari de tots els temes relacionats amb la pau.

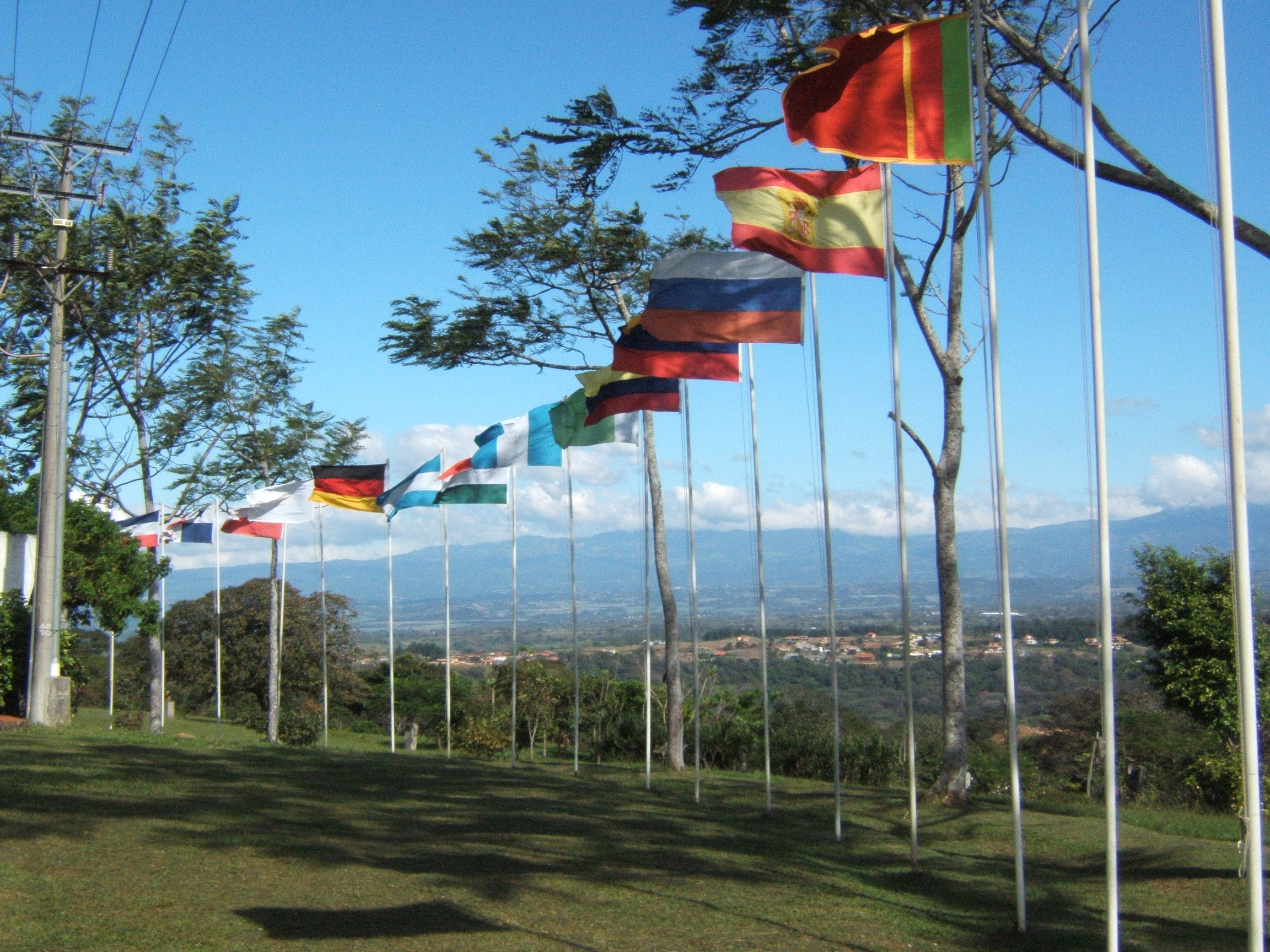
Vista del Campus de Costa Rica

La visió de la UPAU és la de convertir-se en la propulsora d'una xarxa de col·laboració de centre UPAU a tot el món i portar a terme diverses activitats en diferents regions, cooperant amb altres universitats, ONG i múltiples socis educatius i d'investigació. La UPAU està en procés d'acreditació.